# Szűz Mária-társszékesegyház (Cáceres)
A Szűz Mária-társszékesegyház a spanyolországi Cáceres egyik gótikus műemléke, a Coria-Cáceresi egyházmegye egyik központi temploma.

## Története
A templom története régebbre nyúlik vissza, mint a ma látható épületé, egészen a 13. századig. Eredetileg egy romanikus stílusú, fából készült tetejű templom állt itt, majd miután ez lényegében megsemmisült, a 15–16. században emelték az új, késő gótikus stílusú épületet. Később Pedro de Ibarra tervei alapján elkészült a reneszánsz jegyeket magán hordozó torony, és a 16. század közepén szintén reneszánsz stílusban készült el Pedro de Marquina jóvoltából a kórus tribünje. 1954-ben készítette el Enrique Pérez Comendador szobrászművész a torony egyik sarkánál (az épületen kívül) elhelyezett Alcantarai Szent Péter-szobrot.
1931-ben történelmi-művészeti műemlékké nyilvánították, 1957 óta pedig társszékesegyházi rangot visel. 1986-ban a cáceresi óváros részeként a Világörökségek közé is beválasztották.

## Leírása
A gránitkövekből épült, háromhajós gótikus templom a nyugat-spanyolországi Cáceres történelmi belvárosában áll, annak központjától kissé keletre, a Szűz Mária tér keleti oldalán. Szimmetrikus, alapvetően téglalap alakú alaprajzát a nyugati sarkon elhelyezett torony bontja meg legjelentősebben. Ebbe a toronyba a benne levő csigalépcsőn keresztül a turisták is felmehetnek.
A templom két nagy, bélletes, gótikus, csúcsíves kapuval rendelkezik, az úgynevezett evangéliumi kapu a püspöki palota előtt, a másik a Plaza Mayor térre nyílik. Utóbbi jellegzetessége az Orellana család itt elhelyezett címere. A belső tér bordás keresztboltozatokkal van fedve, ezeken a régi híres cáceresi családok címerei és jelképei jelennek meg, csakúgy, mint a padlón.
Az épület belsejében levő műalkotások legkiemelkedőbbje a főoltár platereszk-reneszánsz retablója. Ezt Diego Guillén Ferrant és Roque Balduque készítette cédrus- és tölgyfából, és különlegessége, hogy nem festették be sokszínűre, mint a többi hasonló retablót. Három szinten különféle apostolok és más bibliai alakok jelennek meg rajta, tetején pedig egy festmény látható, amely Mihály arkangyal és a démonok (azaz a „jó” és a „rossz”) küzdelmét ábrázolja.
A templomhoz több kápolna csatlakozik. A Szent Mihály-kápolnában különösen értékes a barokk retabló, amelyen Mihály arkangyal jelenik meg, valamint az 1551-ben készült művészi rácsozat, nemesi családok címereivel díszítve. A Blázquez-kápolnában helyezték el a híres, a helyiek által nagy becsben tartott „Fekete Krisztus”-szobrot, amely egy ma már nem létező kolostorból származik. A Szent Anna-kápolna 1446-ból származik, és említést érdemel még a Milagrosa-kápolna is. A templom kórusa mellett helyezték el az úgynevezett „Csaták Krisztusa”-szobrot. A sekrestyében az épület történetével kapcsolatos múzeumot rendeztek be, és itt található Francisco de Godoy konkvisztádor sírja is. Ebbe a helyiségbe egy olyan platereszk stílusú kapun át lehet belépni, amelyet Alonso de Torralba alkotott 1527-ben.
A székesegyház orgonája eredetileg Manuel de la Viña műve 1703-ból, de 1973-ban az Orgamusik nevű vállalat megújította.

## Képek

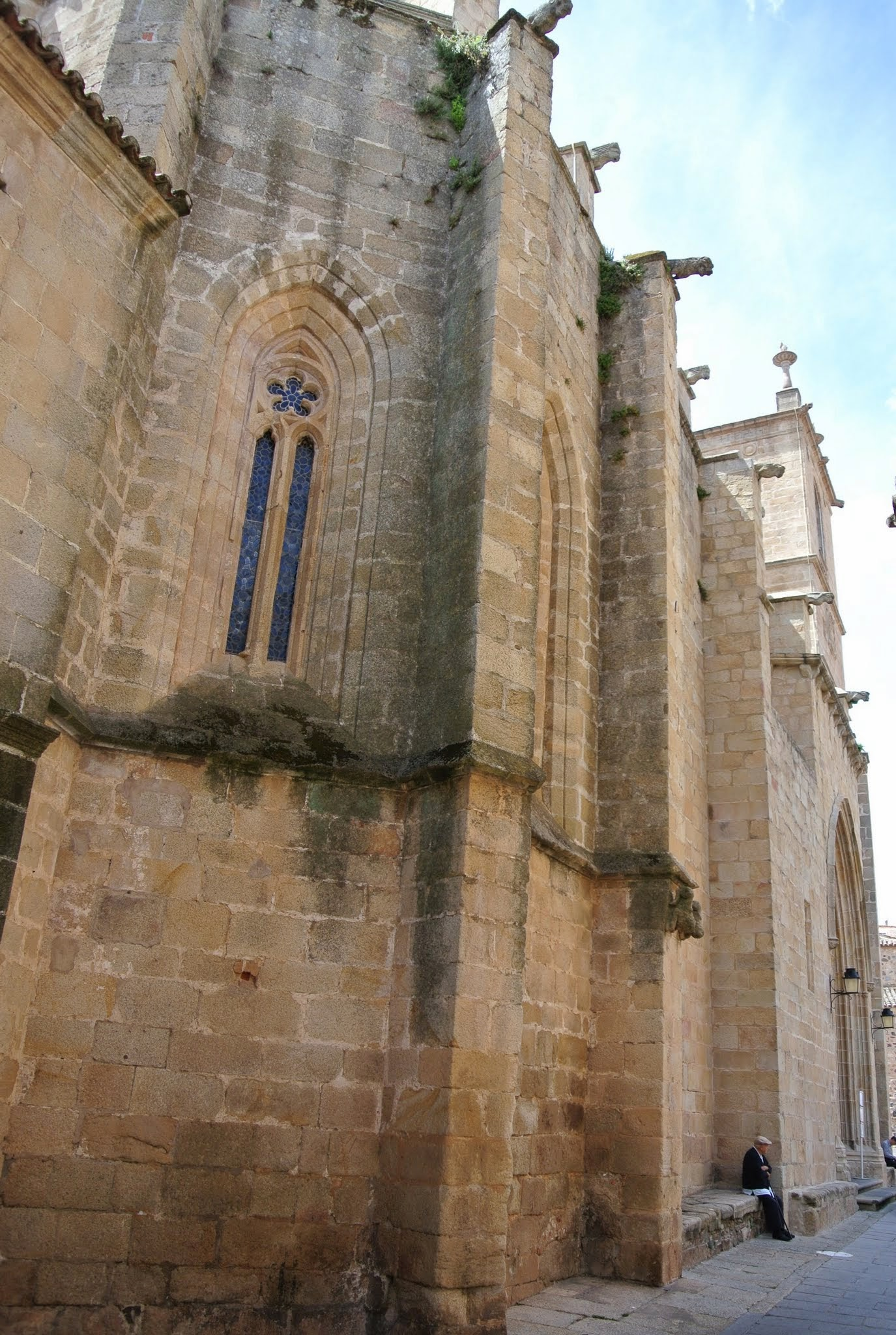
Tipikus gótikus részletek
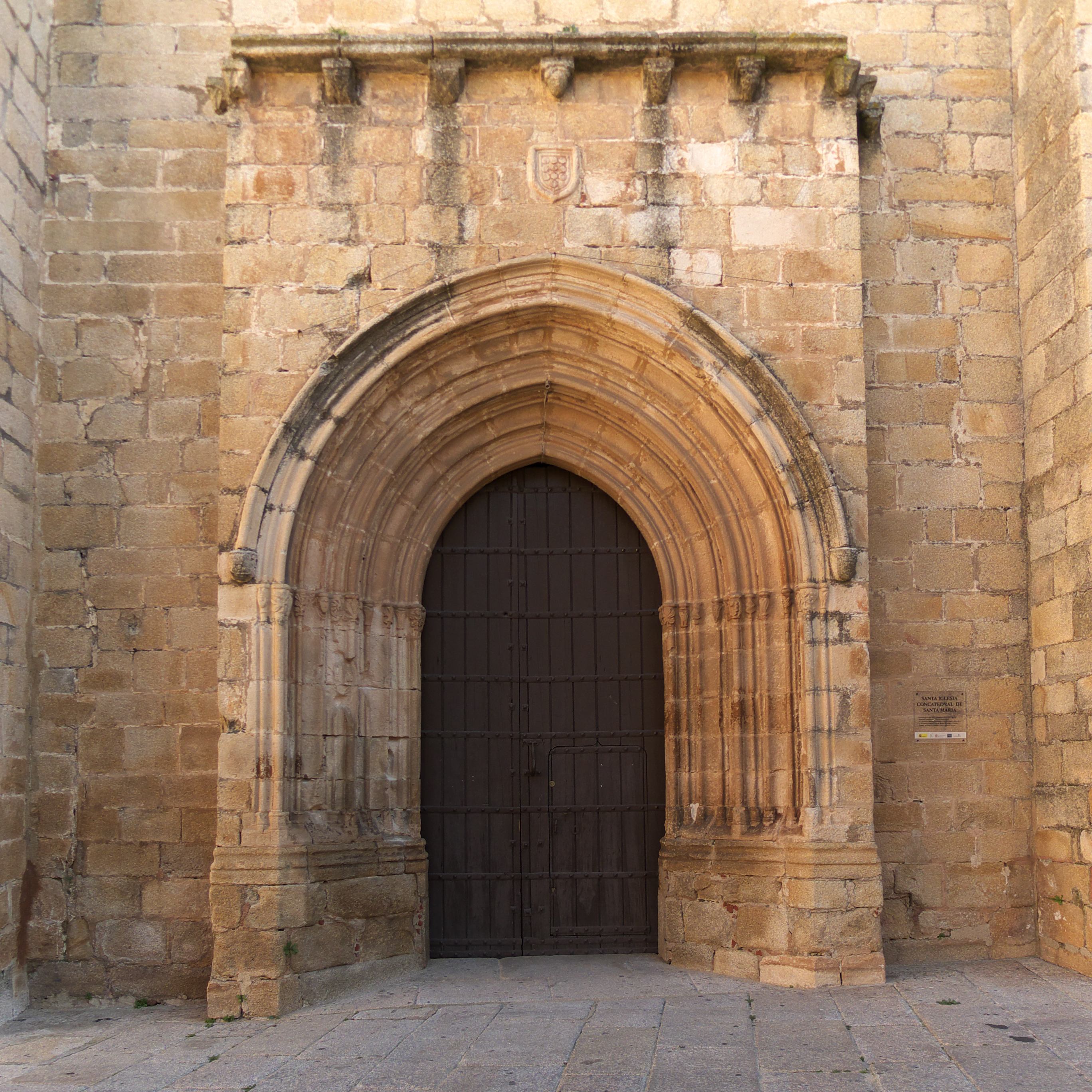
Bélletes kapu
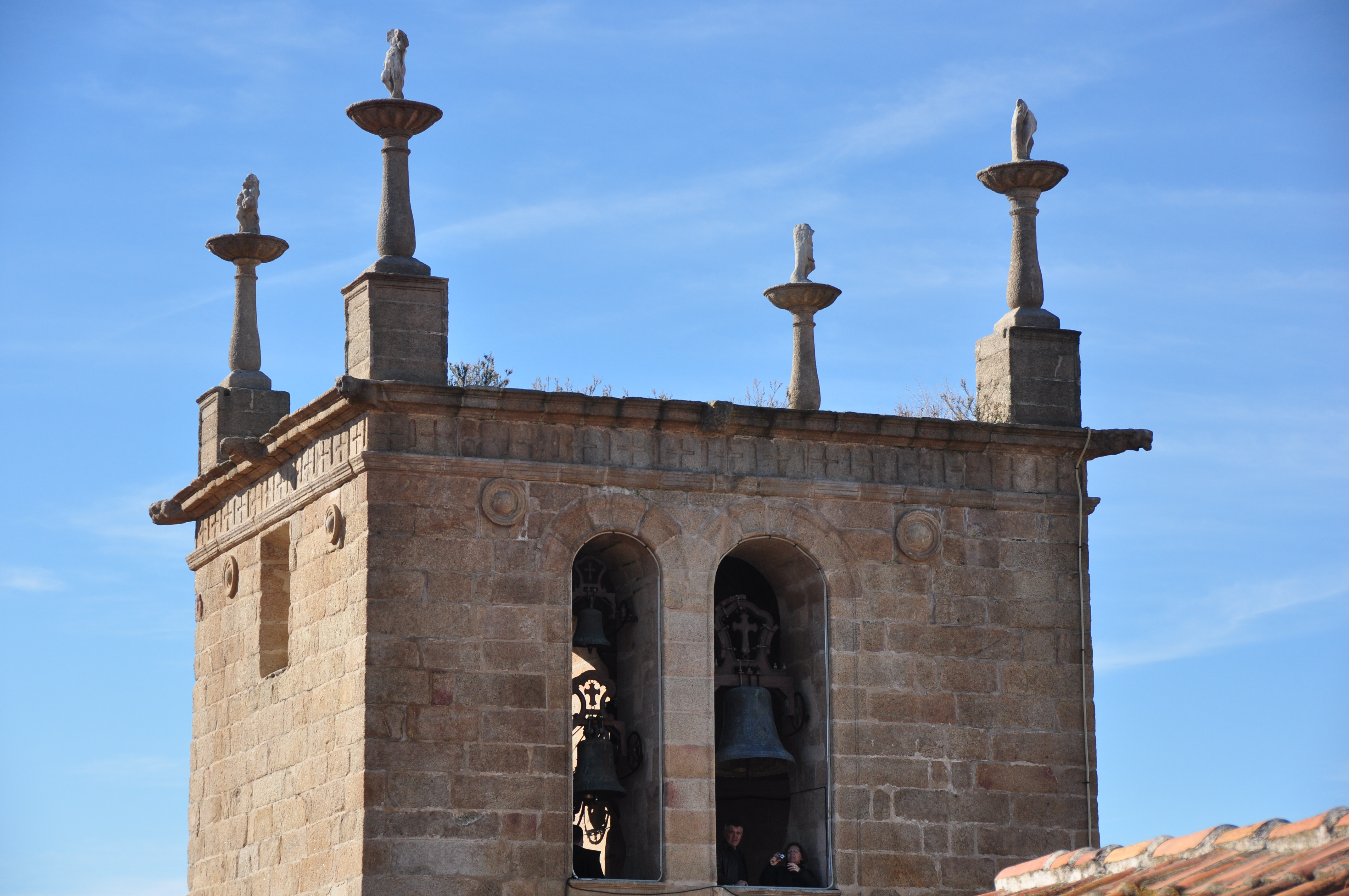
A torony csúcsa
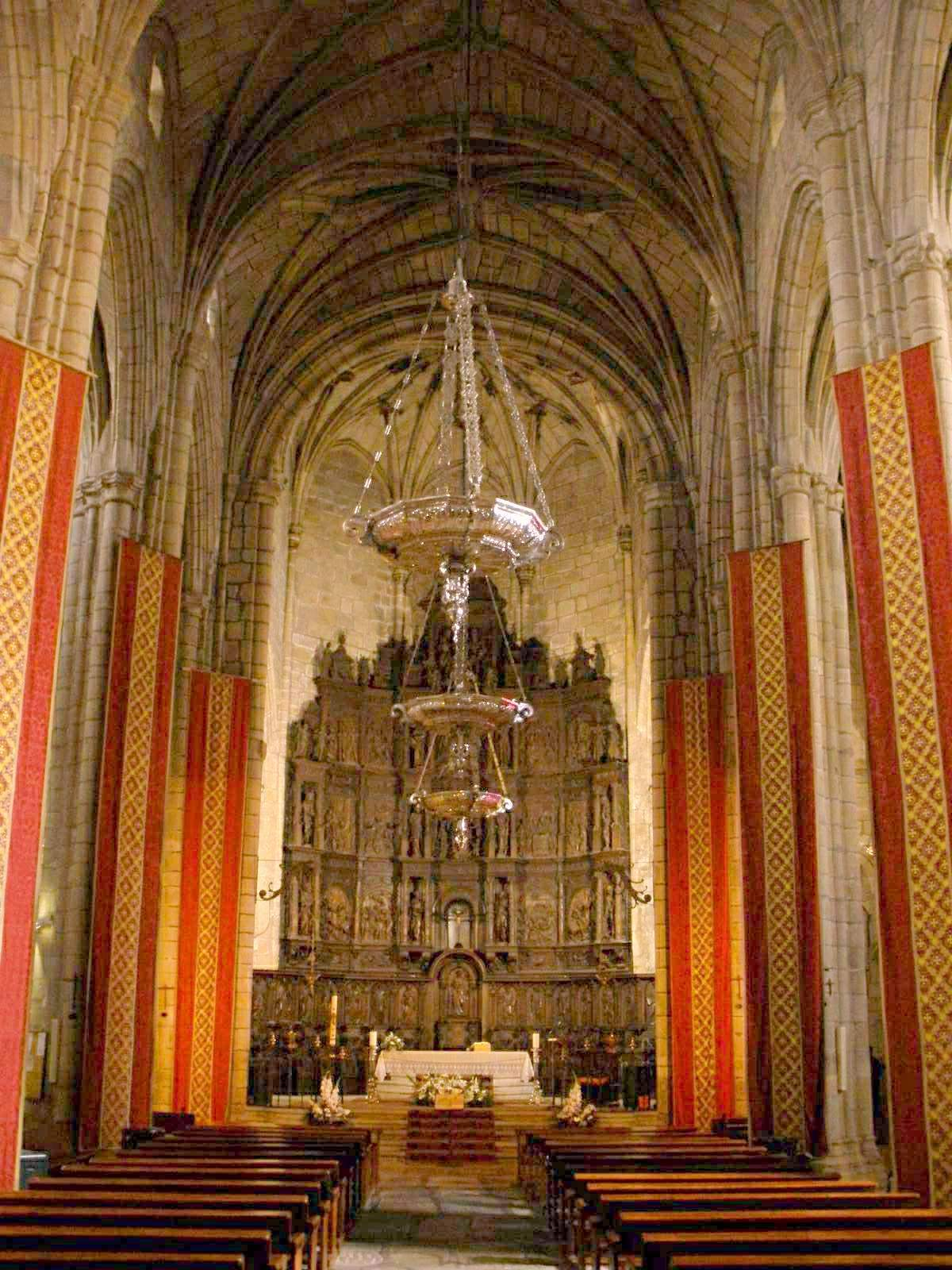
Belső kép